# Coppa del Mondo femminile di pallavolo 2011
La Coppa del Mondo femminile di pallavolo 2011 si è svolta dal 4 al 18 novembre 2011 a Hiroshima, Nagano, Toyama, Sapporo, Okayama e Tokyo, in Giappone. Al torneo hanno partecipato 12 squadre nazionali e la vittoria finale è andata per la seconda volta consecutiva all'Italia, che si è qualificata per i giochi della XXX Olimpiade, insieme agli Stati Uniti e alla Cina, rispettivamente seconda e terza classificate.

## Girone unico

### Primo turno
| Girone A                                                               | Girone B                                                             |
| ---------------------------------------------------------------------- | -------------------------------------------------------------------- |
| Sede: Hiroshima Algeria Argentina Cina Giappone Italia Rep. Dominicana | Sede: Nagano Brasile Corea del Sud Germania Kenya Serbia Stati Uniti |

### Secondo turno
| Girone C                                                               | Girone D                                                             |
| ---------------------------------------------------------------------- | -------------------------------------------------------------------- |
| Sede: Hiroshima Algeria Argentina Cina Giappone Italia Rep. Dominicana | Sede: Toyama Brasile Corea del Sud Germania Kenya Serbia Stati Uniti |

### Terzo turno
| Girone E                                                        | Girone F                                                                   |
| --------------------------------------------------------------- | -------------------------------------------------------------------------- |
| Sede: Sapporo Brasile Cina Corea del Sud Giappone Italia Serbia | Sede: Okayama Algeria Argentina Germania Kenya Rep. Dominicana Stati Uniti |

### Quarto turno
| Girone G                                                    | Girone H                                                                   |
| ----------------------------------------------------------- | -------------------------------------------------------------------------- |
| Sede: Tokyo Cina Germania Giappone Italia Kenya Stati Uniti | Sede: Tokyo Algeria Argentina Brasile Corea del Sud Rep. Dominicana Serbia |

## Podio

### Campione
Formazione: 1 Anzanello, 2 Barcellini, 3 Croce, 6 De Gennaro, 8 Costagrande, 9 C. Bosetti, 10 Sirressi, 13 Arrighetti, 14 Lo Bianco, 15 Del Core, 16 L. Bosetti, 17 Gioli, 18 Signorile, 19 Folie, CT: Barbolini

### Secondo posto
Formazione: 1 Glass, 2 Scott, 3 Haneef, 4 Berg, 6 Davis, 7 Bown, 8 Barboza, 9 Joines, 11 Larson, 14 Miyashiro, 15 Tom, 16 Akinradewo, 18 Hodge, 19 Hooker, CT: McCutcheon

### Terzo posto
Formazione: 1 Wang, 2 Mi, 3 Yang Ji., 4 Hui, 7 Zhang X., 8 Wei, 9 Yang Ju., 10 Shan, 11 Xu, 13 Yang Z., 14 Chen, 15 Ma, 17 Zhang L., 18 Fan, CT: Yu

## Classifica finale
| Classifica | Squadre         | Qualificazione             |
| ---------- | --------------- | -------------------------- |
|            | Italia          | Giochi della XXX Olimpiade |
|            | Stati Uniti     | Giochi della XXX Olimpiade |
|            | Cina            | Giochi della XXX Olimpiade |
| 4          | Giappone        |                            |
| 5          | Brasile         |                            |
| 6          | Germania        |                            |
| 7          | Serbia          |                            |
| 8          | Rep. Dominicana |                            |
| 9          | Corea del Sud   |                            |
| 10         | Argentina       |                            |
| 11         | Algeria         |                            |
| 12         | Kenya           |                            |